# Spilosoma toxopei
Spilosoma toxopei är en fjärilsart som beskrevs av Walter Karl Johann Roepke 1954. Spilosoma toxopei ingår i släktet Spilosoma och familjen björnspinnare. Inga underarter finns listade i Catalogue of Life.